# Килиманџаро
Килиманџаро је највиша планина Африке. Вулканског је порекла. Налази се у североисточној Танзанији, на граници са Кенијом, око 350 km јужно од Екватора и око 500 km севернозападно од града Дар ес Салама. Састављен је од три вулкана Шира, Мавензи и Кибо. Највиши врх Ухуру се налази на 5895 метара надморске висине, на врху средњег вулканског кратера Кибо пречника око 2500 метара и дубине око 180 метара. Са Ухура се пружа драматичан поглед на околне равнице. Први пут је освојен 1889. Насеље Моши на јужном подножју је полазно место за успоне на Килиманџаро. Остали врхови су Мавензи (5355 метара) и Меру (4566 метара). Килиманџаро је са 4600 м од подножја највиша самостојећа узвисина на свету.
Национални парк Килиманџаро је основан 1971. године од шумског резервата којег су основали немачки колонизатори још 1910-их. Он покрива површину од 753 km² изнад висина од 2.700 метара и отворен је за јавност 1977. године. Године 1987. уписан је на UNESCO списак места Светске баштине у Африци, због заштите бројних врста сисара који живе у парку, а од којих су многи угрожене врсте.

## Географске одлике
Килиманџаро је голема наслага вулканског порекла, тренутно неактивног, с гејзирима у средини који испуштају гас у кратеру на врхунцу планине. Научници су 2003. године закључили да магма тече само 400 метара испод врха кратера. Иако се нове активности не очекују, постоји страх да би се вулкан могао урушити, узрокујући велику ерупцију сличну оној на планини Света Јелена. Неколико урушавања и проклизавања земље појавило се на Ухуруу у прошлости, стварајући простор познат као западна плажа. Иако нема записа о ерупцији, локална легенда говори о активности од пре око 170 година.
Спада у релативно младе планине. Процењује се да је њен настанак трајао од пре 1,8 милиона година, до пре 10.000 година. Овај вулкан је један од оних чији се настанак везује за формирање источног дела Велике раседне долине. Сложена издужена купа Килиманџара од преко 50 km састоји се од 3 издвојена вулкана. Кибо је централна и највиша купа која се издиже између друге две, Шире и Мавензи. На њеном врху се налази калдера прекривена леденим покривачем. У унутрашњем делу ове калдере налази се унутрашњи кратер познат као Пепељаста јама. На вулкану се може пронаћи и више од 250 лавичних и купа од шљаке.
Килиманџаро има три вулканска врха: Шира (3962 м) западно, Мавензи (5149 м) западно, и средишњи врх Ухуру или Кибо (5895 м), а између њих се налази висораван „седло“ од 3.600 хектара која је највеће подручје тундре у Африци. Око њих је још 20 мањих вулкана, попут планине Меру која је задњи пут еруптирала пре више од 100 година. Вечити ледењаци који покривају врхове Килиманџара, стари скоро 12.000 година, су данас у опасности од глобалног загревања, од 1912. године их је нестало скоро 80% и претпоставља се да ће потпуно нестати до 2033. године.

### Геологија
Унутрашњост вулканске грађевине је слабо позната, с обзиром на одсуство ерозије великих размера која би могла да открије унутрашњост вулкана.
Еруптивна активност у центру Шире започела је пре око 2,5 милиона година, а последња важна фаза се одвила пре око 1,9 милиона година, непосредно пре колапса северног дела здања. Шира је на врху широког платоа на 3800 m, за који се претпоставља да је испуњен калдером. Остатак обода калдере је дубоко деградиран ерозијом. Пре него што је формирана калдера и започела ерозија, Шира је вероватно имала висину између 4.900 m (16.100 ft) и 5.200 m (17.100 ft). Она се углавном састоји од основне лаве са уделом вулканокластичних седимената. Формирање калдера је било праћено лавом која је произашла из прстенастих фрактура, мада није било експлозивне активности великих размера. Касније су формирана два конуса, фонолитни на северном крају гребена и дијабазни „Platzkegel” у центру калдере.
Мавензи и Кибо су почели са ерупцијама пре око једног милиона година. Они су раздвојени „Седластим платоом” на надморској висини од 4400 m.‍:3
Најмлађе датиране стене са Мавензија су око 448.000 година старе. Мавензи формира гребен у облику потковице са врховима и гребенима који се отварају ка североистоку. Он по облику наликује на кулу насталу услед дубоке ерозије и мафичне групе дајкова. Неколико великих циркова усеца прстен, највећи од којих седи на врху Велике Баранкове клисуре. Значајни су Ост и западни Баранкос на североисточној страни планине. Највећи део источне стране планине је уклоњен ерозијом. Мавензи има планински врх који се назива Нојманов торањ (4425 m).
Највећи конус Кибоа је широк више од 15 mi (24 km) на надморској висини „Седластог платоа”. Задња активност је овде била датирана на пре 150.000 до 200.000 година и креиран је садашњи врх Кибо кратера. Кибо још увек има у кратеру фумароле које емитују гас. Кибо је покривен скоро симетричним конусом са стрмим одронима који се издижу од 180 m до 200 m на јужној страни. Ти одрони дефинишу 2,5 km калдеру насталу колапсом врха. Унутар те калдере је унутрашњи конус и унутар његовог кратера је Ројшов кратер, који је влада Тангањике 1954. године именовала по Густаву Оту Ричарду Ројшу након његовог 25. пењања на планину (од 65 покушаја током његовог животног века). Пепелна јама, дубока 350 m, лежи унутар Ројшовог кратера. Пре око 100.000 година, део обода Кибо кратера је колапсирао, креирајући област познату као Западни пролаз и Грејт Баранко.
Готово непрекидни слој лаве покрива већину старијих геолошких карактеристика, изузев изложених слојева Великог западног Ноча и Кибо Баранка. Први показује сијенитске интрузије. Кибо има пет главних формација лаве:
- Фонотефрити и тефрифонолити „групе лавиних торњева”, на дајку изрезаном на 4600 m, пре 482.000 година
- Тефрифонолитне до фонолитних лава „карактерисане ромбичним мега-фенокристалима од натријумских фелдспата” из „ромбичне порфирне групе”, од пре 460.000–360.000 година
- Афирне фонолитне лаве, испод којих су обично базални опсидијски слојеви, из „Лентове групе”, од пре 359.000–337.000 година
- Порфиритно тефрифонолитне до фонолитних лава из „групе обода калдере”, од пре 274.000–170.000 година
- Ток фонолитне лаве са егиринским фенокристалима, из „групе унутрашњег кратера”, који представљају задњу вулканску активност на Кибоу

Кибо има више од 250 паразитских купа на својим северозападним и југоисточним ободима, које су формиране пре 150.000 до 200.000 година и садрже пикритне базалте, трахитне базалте, анкарамите, и базаните. Они досежу све до језера Чала и Тавета на југоистоку и Ленгурумани заравни на северозападу. Већина тих купа је добро очувана, изузев купа Седластог платоа које су биле под снажним дејством глечера. Упркос њихове углавном мале величине, лава из купа је заклонила велике делове планине. Купе Седластог платоа су углавном купе угарка са терминалним изливом лаве, док су купе Горње Рамбо зоне генерисане протоком лаве. Све купе Седластог платоа су настале пре последње глацијације.
Према извештајима прикупљеним у 19. веку од Масаја, језеро Чала на источном боку Кибоа је било локација села које је уништено ерупцијом.‍:1–5

### Дренажа
Планину исушује мрежа река и потока, посебно на влажнијој и знатније еродираној јужној страни и изнад 1200 m. Испод те надморске висине, повећано испаравање и људска употреба воде смањују проток воде. Реке Луми и Пангани дренирају Килиманџаро на источној и јужној страни.

## Глечери
Кибова све мања ледена капа постоји зато што је Килиманџаро мало сецирана, масивна планина која се издиже изнад снежне границе. Капа је дивергентна и споља се раздваја у појединачне глечере. Централна порција ледене капе је прекинута присуством Кибо кратера.‍:5 Глечери на врху и ледена поља не испољавају значајна хоризонтална кретања, јер њихова мала дебљина онемогућава велике деформације.
Геолошка евиденција указује на пет сукцесивних глечерских епизода током Квартарног периода, наиме први (500.000 ПС), други (пре више од 360.000 до 240.000 ПС), трећи (150.000 до 120.000 ПС), четврти (такође познат као „главни”) (20.000 до 17.000 ПС), и мали (16.000 до 14.000 ПС). Могуће је да је трећи био најекстензивнији, а мали се статистички не разликује од четвртог.
Непрекидна ледена капа која покрива приближно 400 km2 (150 sq mi) наниже до надморске висине од 3200 m покривала је Килиманџаро током последњег глацијалног максимума у плеистоценској епохи (главна глечерска епизода), протежући се преко самита Кибо и Мавензи. Због изузетно дугих сувих услова током наредних стадијала позног дријанта, могуће је да су ледена поља Килиманџара била нестала пре 11.500 година. Ледена језгра узета из северног леденог поља Килиманџара показују да су тамо глечери „базалног доба” од око 11.700 година, док анализа леда узетог 2011. године из изложених вертикалних литица северног леденог поља подржава процену старости од само 800 година.
Веће количине падавина на почетку Холоценске епохе (11.500 година ПС) омогућиле су леденој капи да се поново формира. Глечери су преживели распрострањену сушу током периода од три века почевши од 4.000 година ПС.

## Флора и фауна
Унутрашње падине Килиманџара су изразито плодне због вулканског пепела и на њима успева густа шума, док су испод травната подручја у којима обитавају слонови, лавови и друге саванске животиње. Вегетација Килиманџара се дели на четири појаса:
- тропска кишна шума (1.800-2.700 m) је богата биљним врстама којим доминирају дивовско дрвеће (млечика, албиција, клек, и др.) те вресоцветнице, орхидеје, и др. ендемске врсте.
- планинске ливаде и кршко растиње (2.700-4.000 m) попут ендемских врста дивовског вреса (Erica arborea) и главочика (Dendrosenecio kilimanjari и Lobelia deckenii), те ловор камфор Ocotea usambarensis 40 m висине.
- висинска пустиња (4.000-5.000 m) има хладно и кисело тло у којему је вегатација сиромашна; то су углавном маховина и неколико врста цвећа бесмртника (Helichrysum): Helichrysum kilimanjari, Helichrysum newii и др, које је отпорно на сушу и хладноћу.
- врхови (5.000-5.895 m), подложни великим хладноћама, разређеном кисеонику и сунчевом зрачењу, су углавном без растиња и често прекривени ледом; ту се могу пронаћи тек понеки лишај (Xanthoria elegans) и јако отпорни бесмртник Helichrysum newii.

У парку обитава више од 140 врста сисара, укључујући 25 врста грабежљиваца, 25 врста антилопа (дујкери, еланди, 7 врста мајмуна (галагији, жути павијани, плави мајмуни и колобуси), 24 врсте шишмиша и бројни други глодари и бубоједи. У доњем делу постоји популација од неколико стотина слонова, али и афричких бивола и леопарда, док је црни носорог нестао из овог подручја.
Од 180 врста птица у парку најприсутније су: ендемски Аботов чворак (Poeoptera femoralis), жутопрсни нектарник (Nectarinia famosa), беловрати гавран (Corvus albicollis), горски врабац (Pinarochroa sordida) и костоберина.
- Највише уздигнуће на планети
- Плави мајмун (Cercopithecus mitis)
- Аботов чворак
- Жутопрсни нектарник (Nectarinia famosa)
- Килимаџаро из свемира, видне су различите вегатитивне зоје.[26]